# 미야기 TV 방송
미야기TV방송(宮城テレビ放送)(ミヤギテレビ)은 1970년 10월 1일 미야기현의 3번째 민영방송국으로 개국했다. 약칭은 MMT, 콜사인은 JOMM-DTV이다.

## 연혁
- 1970년 1월 17일 - 창립.
- 1970년 10월 1일 - 텔레비전 본방송 개시(미야기현에서 3번째).니혼TV와 일본교육TV(NET-TV=현·TV 아사히)의 크로스넷 방송국으로서 개국.동시에 NNN과 ANN에 가맹.개국 당시의 명칭은 「미야기 TV」, 약칭은 「MTB」.
- 1975년 9월 1일 - CI도입. 방송국의 명칭을 미야기 TV(ミヤギテレビ), 약칭을 「mm34」로변경(다만, 정식약칭으로 「MTB」를 계속 사용).
- 1975년 9월 30일 - 히가시닛폰 방송 개국에 수반해 ANN을 탈퇴하나, 일부 TV 아사히 프로그램은 계속 방송했다.
- 1975년 10월 1일 - ANN 계열국 히가시닛폰방송 개국에 따라 니혼TV 완전가맹국이 된다.
- 1985년 10월 1일 - 약칭을 「mm34」에서 「MMT」로 바꾸었다.
- 2001년 10월 1일 - 개국 30주년을 기념해, 마스코트 캐릭터"MiTe(미테)"를 채용.
- 2005년 12월 1일 - 지상파 디지털 텔레비전 본방송 개시.(NHK 센다이 방송국, 도호쿠 방송, 센다이 방송과 같은날 개시)
- 2006년 4월 1일 - 원세그 개시.
- 2010년 1월 1일 - 애칭을 미야기 TV(ミヤギテレビ)에서 미야테레(ミヤテレ)로 변경했으나 신문이나 TV정보지에서는 기존의 애칭을 그대로 쓰고 있다.
- 2012년 3월 31일 - 지상파 아날로그 방송 종료.

## 네트워크 변천사
- 1970년 10월 1일 - 니혼TV·NET-TV 크로스 넷 방송국으로서 개국하였으며 센다이 방송에서 NNN·ANN계열 프로그램을 이행받는다.
- 1972년 - 이 해 발족한 NNS에 가맹하지만 크로스 넷 상태는 유지한다.
- 1975년 3월 31일 - NET-TV 준키국이 마이니치 방송에서 아사히 방송으로 변경되면서 TBS 계열국인 도호쿠 방송과 준키국 프로그램 교환.
- 1975년 10월 1일 - 히가시닛폰 방송 개국에 따라 ANN를 탈퇴하면서 니혼TV 완전가맹국이 된다.

## 미야기현에 있는 다른 텔레비전·라디오 방송국
- NHK 센다이 방송국
- 도호쿠 방송(TBC)(TV는 도쿄 방송 계열, 라디오는 JRN&NRN계열)
- 센다이 방송(OX)(후지 TV 계열)
- 히가시닛폰 방송(KHB)(TV 아사히 계열)
- FM센다이(JFN 계열)

## 특징
- 현재의 약칭인 MMT는 1985년부터 사용하기 시작했다.(개국초기에는 MTB, 1975년부터 1985년까지 mm34를 약칭으로 삼았다.)
- 히가시닛폰 방송 개국 전까지는, NET TV(현재는 TV아사히)와 크로스넷 관계가 있었다.